# Pics Heart
Les pics Heart sont un massif volcanique situé en Colombie-Britannique, au Canada.